# Liste der Bodendenkmäler im Kreis Olpe

Kreis Olpe

Die Liste der Bodendenkmäler im Kreis Olpe umfasst:
- Liste der Bodendenkmäler in Attendorn
- Liste der Bodendenkmäler in Drolshagen
- Liste der Bodendenkmäler in Finnentrop
- Liste der Bodendenkmäler in Kirchhundem
- Liste der Bodendenkmäler in Lennestadt
- Liste der Bodendenkmäler in Olpe
- Liste der Bodendenkmäler in Wenden